# Skomorochy Nowe
 Skomorochy Nowe (ukr. Нові Скоморохи) – wieś na Ukrainie, w  obwodzie iwanofrankiwskim, w rejonie halickim.